# 73式輕機槍
73式輕機槍是朝鮮民主主義人民共和國自行研製的一款輕機槍。

## 歷史
73式輕機槍是一款具有1960年代蘇聯特色的武器（類似PK通用机槍）。該武器在2002年於三八线被發現。當時的聯合國軍司令部軍事停戰委員會團隊告訴傳媒，指北韓士兵在分界線以北100米至400米的位置部置了眾多的73式。另外，在2012年3月9日由朝鲜中央通讯社拍攝的影像可見，多名北韓士兵正以30發彈匣供彈的73式進行射擊練習。
73式也大量出現在北韓境內的一些宣傳海報當中，另外由於北韓曾把73式出口到一些中東和非洲國家，因此它也曾參與過一些武裝衝突。

## 設計
73式輕機槍的設計基本上是完全以PK通用機槍作基礎，但其供彈系統則較像捷克製的Vz. 52輕機槍。它帶有肥碩的槍托、超大的扇形彈匣、可卸式的雙孔消焰器以及鋼板衝成的防塵蓋、提把等零碎附件，全重超過10公斤。
其實73式的設計就是以PK為基礎的，但供彈方式與後者完全不同。 PK只能用彈鏈供彈，而73式採用捷克Vz. 52輕機槍那樣的雙路供彈系統，既能採用位於機匣頂部的彈匣供彈，也可採用彈鏈及發射槍榴彈。
由於73式使用凸緣槍彈，所以儘管採用雙排設計，但30發彈匣的弧度和尺寸也足以讓人嘆為觀止，因此又有一種較短的彈匣同時配發，在北韓公开的照片中，73式通用機槍只使用彈匣，只作為輕機槍來使用，可能是考慮到一是彈鏈箱供彈較重，不適合體型相對瘦小的北韓軍人，二是拖下的彈鍊及三角架狀態也不方便在多草木的北部山地使用。但是根据知情人士暴露的北韓军战斗条令中，在行军、部署、警戒阶段，采用轻便的弹匣供弹，方便快速移动；在进入战斗状态后，打光第一个弹匣后视情切换弹箱，保持火力持续性。有趣的是，73式机枪使用的是7.62×54mm弹，并不能和分队内的68式步枪弹药通用。

## 使用國
- 伊朗：在兩伊戰爭期間被發現有限地使用，現在有部份流入伊拉克的什葉派民兵手上。[6]
- 伊拉克
  - 人民動員
- 俄羅斯：由北韓軍援。
- 叙利亚
- 乌干达